# TC Beirne School of Law

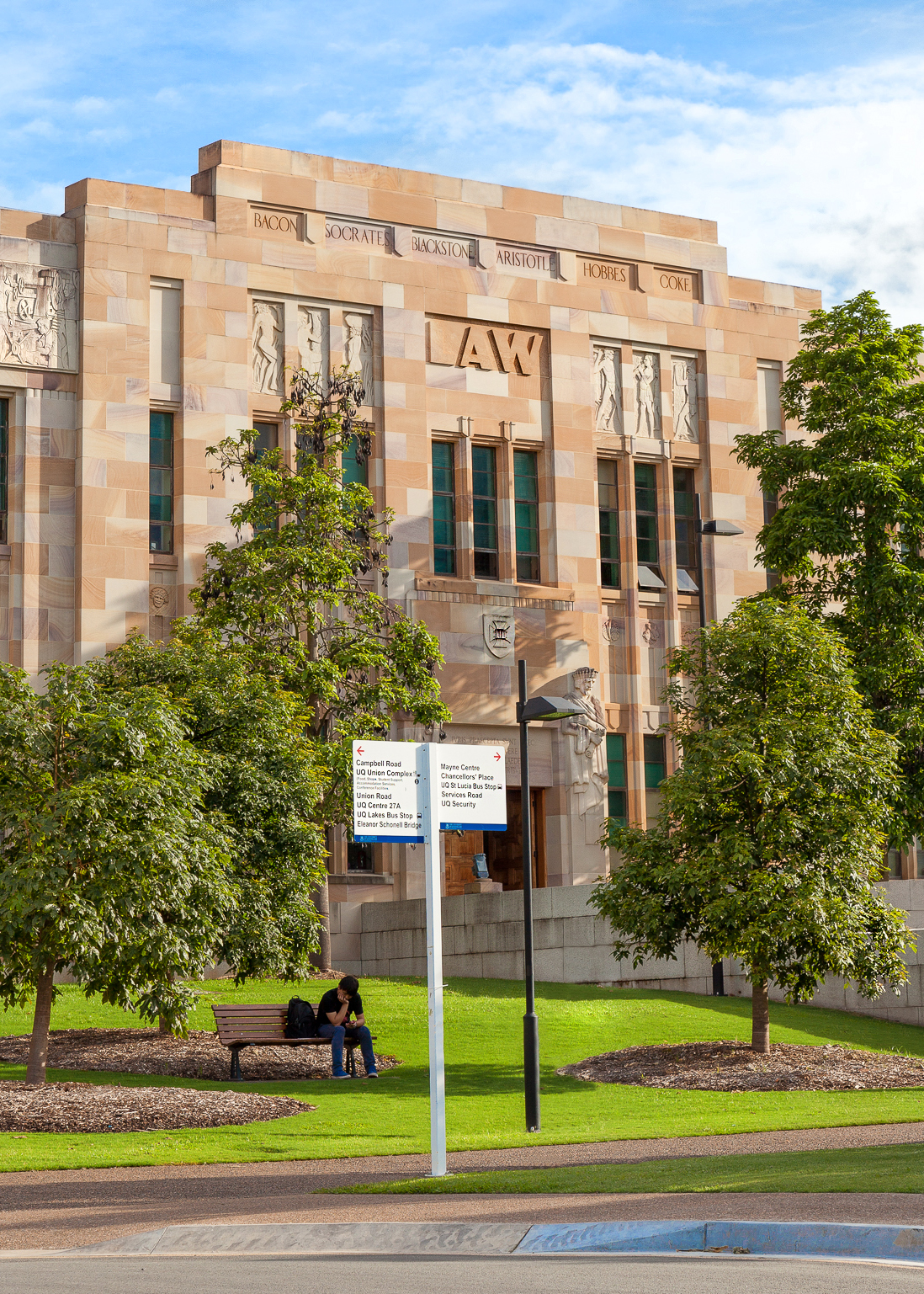
Nordeingang der TC Beirne School of Law

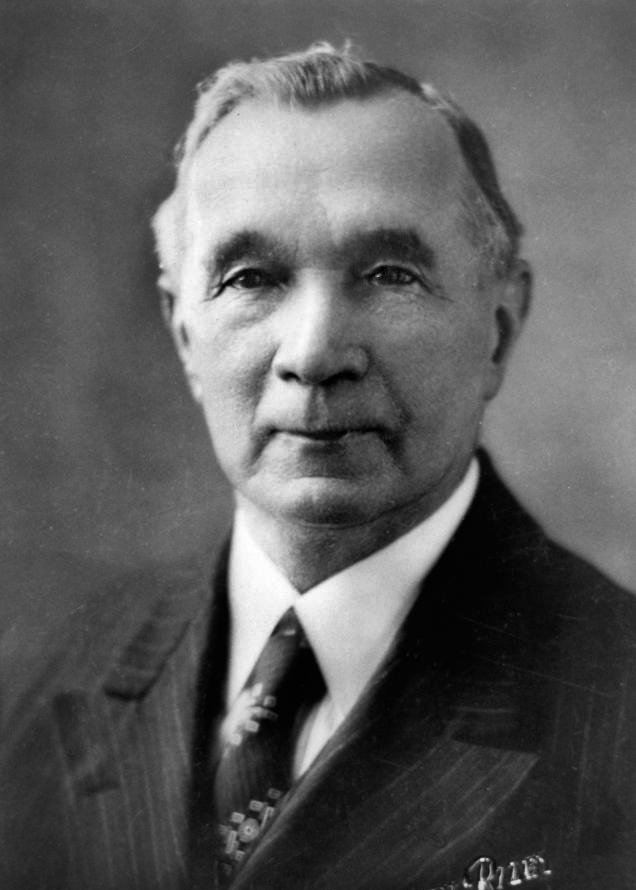
Thomas Charles Beirne, Millionär aus Brisbane und Stifter der TC Beirne School of Law

Die TC Beirne School of Law ist die Juristische Fakultät der University of Queensland. Im Jahre 1910 gegründet, gehört die TC Beirne School of Law heute zu den renommiertesten Juristischen Fakultäten in Australien und weltweit. Die Law School ist nach ihrem Stifter, Thomas Charles Beirne benannt und die älteste Juristische Fakultät in Queensland. Sie ist Teil der Faculty of Business, Economics & Law.

## Geschichte
Die TC Beirne School of Law nahm ihren Lehrbetrieb 1936 auf, wurde jedoch schon 1910 als „Schattenfakultät“ gegründet. In dieser nicht aktiven Zeit wurden an der Juristischen Fakultät hauptsächlich Ehrendoktorwürden und andere Ehrentitel an bekannte Absolventen anderer Universitäten vergeben, wie beispielsweise die 1912 an Samuel Griffith verliehene Ehrendoktorwürde. 1920 entschied ein Ausschuss der University of Queensland, dass die Einrichtung einer Juristischen Fakultät zunächst verschoben und stattdessen an einer anderen Fakultät ein Einführungskurs in die Rechtswissenschaft eingerichtet werden sollte und Studenten für den Test der Bar Association vorbereiten sollte.
Eine Zuwendung aus dem Nachlass von James Garrick, einem örtlichen Rechtsanwalt und Politiker ermöglichte der University of Queensland die Einrichtung eines ersten Juristischen Lehrstuhls im Jahr 1926. 1935 versprach der Eigentümer eines großen, lokalen Kaufhauses, Thomas Charles Beirne, der Universität 20.000 Australische Pfund für die Einrichtung einer Juristischen Fakultät zur Verfügung zu stellen. Der Senat der Universität benannte die Fakultät nach dem Spender in TC Beirne School of Law. Die erste Absolventin der School of Law war Una Prentice, die im Jahr 1938 graduierte und als erste Frau zur Queensland Bar zugelassen wurde. 1939 waren bereits dreißig Studenten an der Fakultät immatrikuliert – darunter Harry Gibbs, später Vorsitzender Richter (Chief Justice) am High Court of Australia. Im Jahr 1948 begann die Juristische Fakultät die Herausgabe des University of Queensland Law Journal, des ersten universitären Law Journals Australiens und bezog das Forgan Smith Building als neue Heimat auf dem St. Lucia Campus.
2005 gewann ein Team der University of Queensland den prestigeträchtigen Philip C. Jessup Moot Court. Heute hat die TC Beirne School of Law über 2.000 Studierende und beheimatet die Walter Harrison Law Library (die größte Juristische Bibliothek Queenslands), den Sir Harry Gibbs Moot Court (ein nachgebauter Gerichtssaal mit der Originalausstattung des Supreme Court of Queensland, der für realitäts- und praxisnahes Training von Studierenden genutzt wird) und 24/7 verfügbare Computer- und Gruppenarbeitsräume. Das Studienangebot reicht vom Bachelor of Laws (LL.B.), dem Master of Laws (LL.M.) und dem Master of Philosophy (MPhil) bis hin zu Doktorgraden, wie Ph.D.- und Doctor of Laws (LLD)-Programmen.

## Persönlichkeiten
Die TC Beirne School of Law hat in ihrer Geschichte zahlreiche, für Queensland, Australien und weltweit bedeutende Rechtswissenschaftler hervorgebracht. Unter anderem zählen hierzu:
- Quentin Bryce (* 1942), Generalgouverneurin von Australien
- Harry Gibbs (1917-1995), Chief Justice des High Court of Australia
- Paul de Jersey (* 1948), Chief Justice des Supreme Court of Queensland
- Margaret White (* 1943), die erste Frau, die zur Richterin am Supreme Court of Queensland berufen wurde